# William Hobson
El capitán William Hobson (26 de septiembre de 1792 - 10 de septiembre de 1842) fue el primer Gobernador general de Nueva Zelanda y coautor del Tratado de Waitangi.

## Origen
Hobson nació en Waterford, Irlanda, fue hijo del abogado Samuel Hobson. Algunas fuentes afirman que nació en 1793. Integró la Marina Real Británica el 25 de agosto de 1803 como voluntario de segunda clase. Sirvió en las Guerras Napoleónicas y se involucró en la supresión de la piratería en el Caribe. Se convirtió en un oficial de guardia marina en 1806 y siete años más tarde recibió el rango de teniente primero. En mayo de 1824 fue promovido a comandante. En diciembre de 1834 fue comisionado por George Eden, el conde de Auckland, para ir a las Indias Orientales en el buque HMS Rattlesnake.
En 1836 se le ordenó ir a Australia y llegó al puerto Hobart el 5 de agosto de 1836 y a Sídney 18 días más tarde. El 18 de septiembre de 1836 el HMS Rattlesnake zarpa del Distrito de Port Phillip (que se convertiría posteriormente en la ciudad de Melbourne) llevando al capitán William Lonsdale y a otros funcionarios para la nueva colonia. Durante los siguientes tres meses Hobson y sus oficiales inspeccionaron a fondo Port Phillip, cuya zona norte fue nombrada bahía de Hobson por disposición del Gobernador Sir Richard Bourke. Su barco participó en la fundación de la ciudad de Williamstown en Victoria. Recibió la oferta del cargo de Superintendente de la Marina de Bombay con un sueldo de 2000 libras al año, aunque prefirió ser candidato a la gobernación de Port Phillip, a pesar de que el salario que le esperaba apenas superaba las 800 libras al año.

## Nueva Zelanda
En 1837 navegó a Bay of Islands, Nueva Zelanda, respondiendo a la solicitud de James Busby, representante británico, quien se sentía amenazado por las guerras entre las tribus maoríes. Llegó el 26 de mayo de 1837 y ayudó a reducir las tensiones. A su regreso a Inglaterra en 1838 realizó un reporte sobre Nueva Zelanda, en el cual propuso el establecimiento de la soberanía británica en Nueva Zelanda de manera similar a la Compañía de la Bahía de Hudson en Canadá.

## Teniente gobernador de Nueva Zelanda
Por entonces el gobierno británico reconoció la soberanía de los pueblos maoríes representados en la Declaración de la independencia de Nueva Zelanda en octubre de 1835, los cuales fueron organizados por Busby.  Hobson fue nombrado teniente gobernador bajo el mando del gobernador de Nueva Gales del Sur, Sir George Gipps (ratificado el 30 de julio de 1839) y Cónsul británico para Nueva Zelanda (confirmado el 13 de agosto de 1839). Recibió instrucciones detalladas de Lord Normanby el 14 de agosto de 1839, dando razones para la intervención en Nueva Zelanda y direcciones para la compra de tierras "para contratos justos e iguales". Tiempo después las tierras fueron vendidas nuevamente en beneficio de los colonos para establecer nuevas operaciones.
Hobson llegó a Bay of Islands el 29 de enero de 1840 (fecha en la que se celebra actualmente el Día de Auckland) con un pequeño grupo de oficiales, incluido un Consejo Ejecutivo conformado por el secretario colonial Willoughby Shortland, el tesorero colonial George Cooper y el procurador general Francis Fisher. El Consejo Legislativo está conformado por los oficiales superiores y tres jueces de paz.

## Tratado de Waitangi
Al arribo de Hobson escribió el Tratado de Waitangi, junto a James Busby y el secretario James Freeman. Tras su firma en Bay of Islands, viajó a Waitemata Harbour para obtener más apoyo y encontrar una ubicación para la nueva capital. Tras sufrir un accidente cerebrovascular el 1 de marzo de 1840, regresó a Bay of Islands, en donde se recuperó suficientemente para continuar con su trabajo.
El 21 de mayo de 1840, en respuesta a la iniciativa de creación de una "república" por parte de los colonos de la Compañía de Nueva Zelanda ubicados en Port Nicholson (en donde posteriormente se construiría la ciudad de Wellington), quienes trazaron una nueva ciudad bajo la bandera de la independencia de Nueva Zelanda, Hobson reafirmó la soberanía británica sobre todo el territorio de Nueva Zelanda, a pesar de que no se había completado la firma del Tratado de Waitangi. Hobson envió a Willoughby Shortland y a algunos soldados a Port Nicholson el 25 de mayo de 1840, y el consejo de los colonos fue disuelto. Su líder, William Wakefield, más tarde viajó a Bay of Islands a jurar lealtad a la Corona. Su sugerencia de trasladar la capital a Port Nicholson fue rechazada en favor del plan de Hobson de construir una nueva ciudad en Waitemata Harbour, que se llamaría Auckland en honor al conde de Auckland.
El 11 de julio de 1840 la fragata francesa L'Aube llegó a Bay of Islands en su camino hacia la Península de Banks como parte del plan de asentamiento de una Sociedad Nanto-bordelesa. Hobson inmediatamente envió a dos magistrados a la zona para establecer la reclamación británica de la soberanía por medio de los tribunales.
Cerca del final de 1840 los colonos de Port Nicholson enviaron una petición a la reina Victoria de sobreseimiento de Hobson en la firma del tratado. Hobson respondió el 26 de mayo de 1841 a la Secretaría de Relaciones Exteriores.

## Gobernador de Nueva Zelanda
En noviembre de 1840 la reina firmó un Decreto Real para constituir a Nueva Zelanda como una colonia real separada de Nueva Gales del Sur. Hobson fue nombrado Gobernador y comandante en jefe el 3 de mayo de 1841.  
Hobson viajó a Wellington en agosto de 1841, donde escuchó las quejas de los colonos y los magistrados seleccionados. Luego visitó Akaroa para resolver las reclamaciones francesas. De vuelta en Auckland, tuvo algunas dificultades con los maoríes y su gobierno fue ridiculizado por los periodistas en Wellington y Auckland. Él respondió con el cierre de los diarios New Zealand Herald y Auckland Gazette. Con su gobierno bajo de fondos, recurrió a la emisión de facturas no autorizadas del Tesoro británico en 1842. Hobson hizo frente a la oposición de los Senadores radicales quienes enviaron una petición al Secretario de Relaciones Exteriores solicitando la destitución de Hobson. Una de las últimas acciones de Hobson fue declarar el día de Auckland, con motivo del aniversario de su llegada a Bay of Islands.
Hobson sufrió un segundo infarto y murió el 10 de septiembre de 1842, justo antes de su destitución. Fue enterrado en el Cementerio de Symonds Street en Auckland.